# Лагето (Витербо)
Лагето је насеље у Италији у округу Витербо, региону Лацио.
Према процени из 2011. у насељу је живело 3 становника. Насеље се налази на надморској висини од 243 м.